# Cimetière de Lugny
Le cimetière de Lugny est l'un des deux cimetières situés sur le territoire de la commune de Lugny dans le département français de Saône-et-Loire et la région Bourgogne-Franche-Comté.

## Historique

### Création
Le cimetière de Lugny, qui jouxtait autrefois l'église (actuelle place de l'Église), a été transféré à l'extérieur du bourg, au lieu-dit La Garenne, au milieu des années 1850.
C'est là la conséquence d'une décision prise en conseil municipal le 8 octobre 1854 : « Depuis longtemps, la translation du cimetière est devenue d'une absolue nécessité : placé au centre du bourg et au-dessus de l'abreuvoir du bétail, il n'est pas possible de le conserver plus longtemps dans ces conditions. De plus, son extrême exiguïté oblige à ouvrir prématurément les fosses. Enfin, les murs de l'enceinte faits avec de mauvais matériaux s'écroulent de toutes parts. Après plusieurs tentatives qui ont échoué, le maire a trouvé un terrain réunissant toutes les conditions désirables : placé sur un point élevé au Nord-Est à 500 mètres environ des dernières maisons du bourg, d'un accès facile. Il fallait seulement savoir s'il avait la profondeur convenable. Pour cela, des fouilles ont été faites avec le consentement des propriétaires. Elles ont produit un résultat satisfaisant. »

### Agrandissement

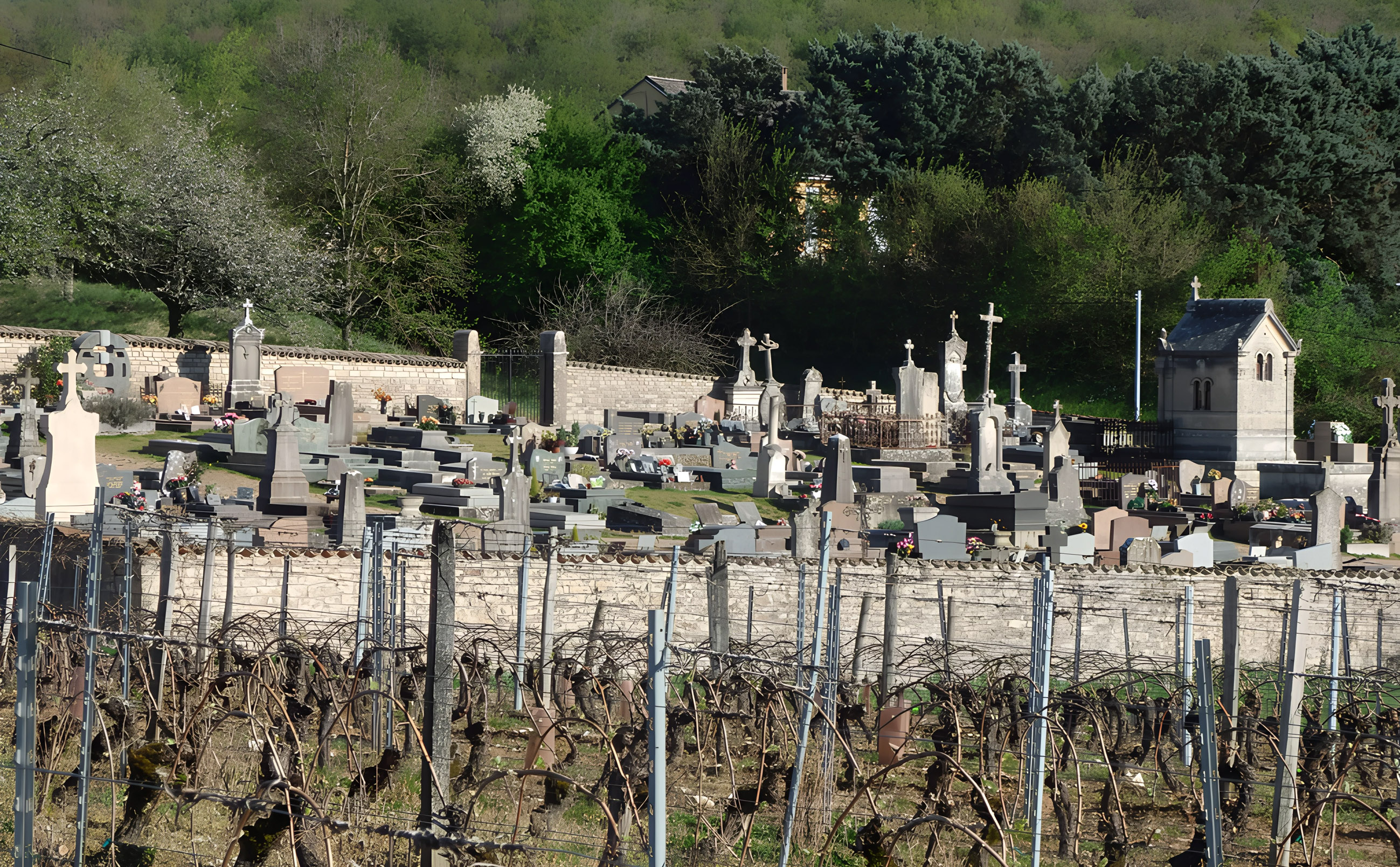
Le cimetière vu depuis les vignes plantées en lisière du plateau des Charmes.

Ce nouveau cimetière, d’une surface initiale de 2400 m² (868 m² pour le précédent), était initialement accessible par un portail percé à l’est (aux piliers ornés d’un alpha et d’un oméga). La commune l’agrandit toutefois dès 1890 par l’achat de parcelles situées au nord, ce qui porta sa surface à 3600 m² et ajouta deux quartiers supplémentaires aux quatre qui le constituaient. 
Cette extension eut pour « conséquence » le percement du mur sud, afin d’y aménager un portail donnant directement sur la route, tandis qu’à l’extrémité de ce qui devient la « nouvelle » allée centrale fut érigée la croix du cimetière. 

## Sépultures
Se trouvent dans le cimetière les sépultures de plusieurs personnalités attachées à l'histoire de Lugny, entre autres celles de :
- Jean-Marie Bouilloud-Maillet (1841-1906), maire de Lugny de 1881 à 1906 et conseiller général du canton de Lugny de 1871 à 1901 ;
- Claude-Louis Baboud (1852-1910), maire de Lugny de 1906 à 1910 ;
- Eugène Blanc (1876-1964), maire de Lugny de 1910 à 1944, président-fondateur de la coopérative vinicole de Lugny de 1927 à 1959, conseiller général du canton de Lugny de 1922 à 1940, chevalier de la Légion d'honneur et commandeur du Mérite agricole ;
- Émile Blanc (1879-1964), maire de Lugny de 1945 à sa mort en 1964, chevalier de la Légion d'honneur ;
- Paul Margarit (1903-1976), maire de Lugny de 1965 à sa mort en 1976, inspecteur général de l'Agriculture en 1940 puis directeur de l'enseignement et de la formation professionnelle agricoles à partir de 1952, officier de la Légion d’honneur ;
- l'artiste Jacques-Gabriel Jeandet (1873-1945), céramiste qui jouit d’une certaine renommée[2] ;
- Madeleine Soboul (1914-2017), commerçante de Lugny qui, au moment de son décès, survenu le 8 août 2017, avait 103 ans et tenait toujours l'épicerie familiale qu'elle avait reprise soixante ans plus tôt (ce qui faisait d'elle, alors, la plus âgée des commerçantes de France en activité)[3].

## Croix du cimetière
Le cimetière dispose, appuyée contre le mur de clôture nord, d'une croix du cimetière. Cette croix en pierre, bien visible au fond de l'allée principale, est montée sur un haut piédestal à huit faces.

## Tombeau de l'abbé Jacques Brun

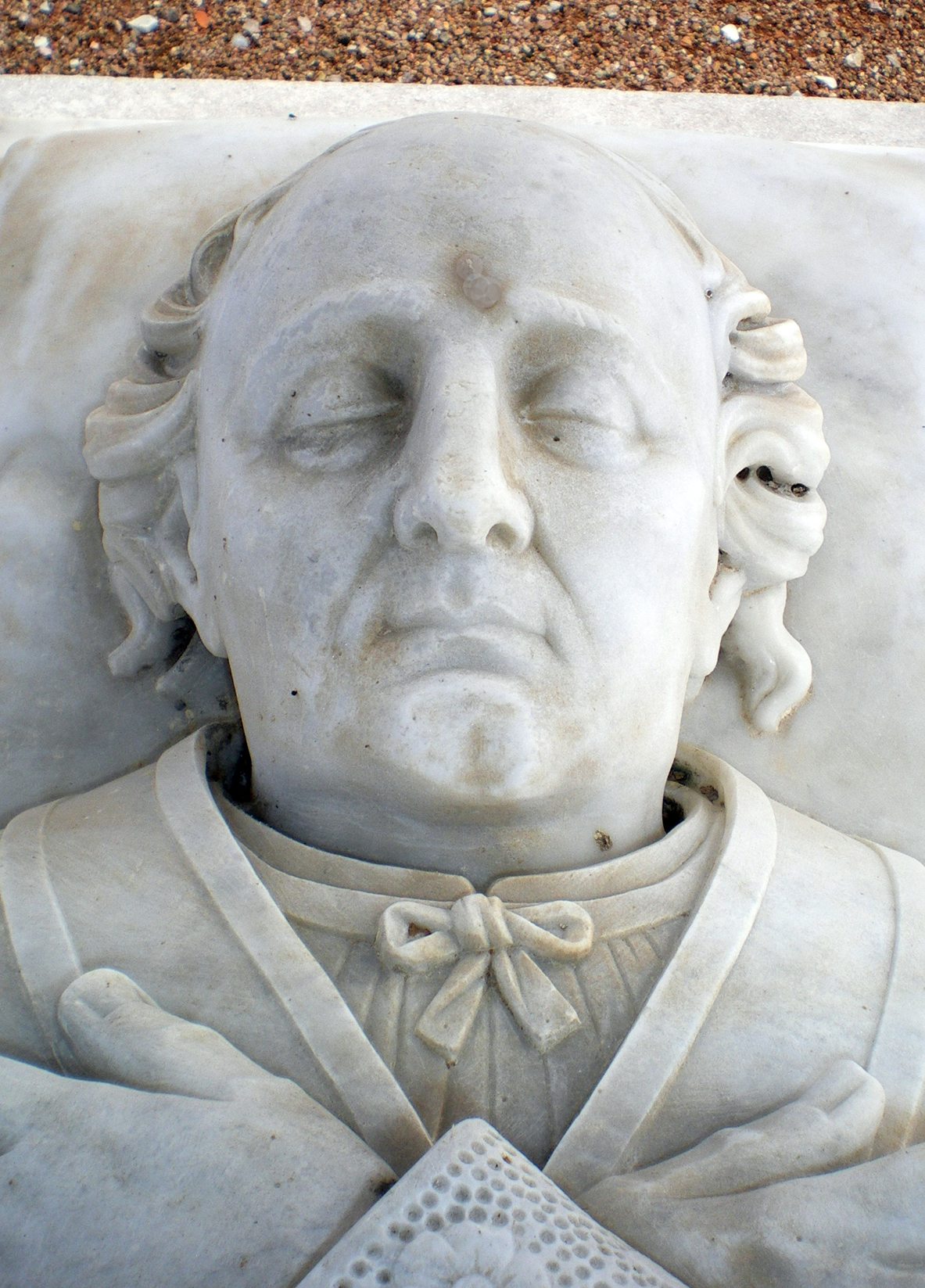
Un visage figé dans la mort : celui de l'abbé Brun (1814-1880), ancien curé de Lugny.

Se trouve dans ce cimetière la sépulture de l'abbé Jacques Brun (1814-1880), curé-archiprêtre de Lugny de 1854 à sa mort, prêtre dont le tombeau, sorti de l'atelier de l'abbé Georges François Richter, est caractérisé par le gisant en marbre de Carrare qui le compose et qui représente ce prêtre figé dans son dernier sommeil, dûment revêtu de ses habits liturgiques.
En façade de ce tombeau aisément « repérable » pour avoir été érigé là où la principale allée du cimetière rencontre sa première allée transversale, diverses inscriptions ont été gravées. Sur le « couvercle » de pierre figure : « Ci-git Jacques Brun, né en 1814, curé de Lugny de 1854 à 1880 ». Quant aux montants, ils sont ornés d’un alpha et d’un oméga, lettres tirées de l’alphabet grec symbolisant le commencement et la fin de la vie. Enfin, sur le socle, est gravée la locution latine « Requiescat in pace » signifiant « Qu’il repose en paix ». 
C’est toutefois le principal élément de cette sépulture en forme de chasse de style roman, en l’occurrence son gisant en marbre de Carrare sculpté en haut-relief et parfaitement conservé, qui retient le plus l’attention du visiteur ; en effet, celui-ci a été l’objet d’un soin extrême. Long de 1,35 mètre, il représente l’abbé Brun étendu dans son dernier sommeil, les bras croisés sur la poitrine et la tête reposant sur un oreiller à pompons fléchissant sous le poids de la mort, chaussé de souliers à boucle et revêtu de ses vêtements liturgiques, l’aube – de même que l’étole – étant très délicatement sculptée, comme en témoignent l'agencement des draperies et l’extrême finesse des broderies. Le visage a, quant à lui, été sculpté avec le même souci du détail, à partir d’une photographie du défunt.
Ce tombeau dont l'intérêt avait été signalé en 2001 par l'érudit Fernand Nicolas dans la revue trimestrielle Images de Saône-et-Loire a été intégralement restauré en 2013, à l'initiative de l'association Lugny Patrimoine et aux frais de la commune de Lugny.

## En images

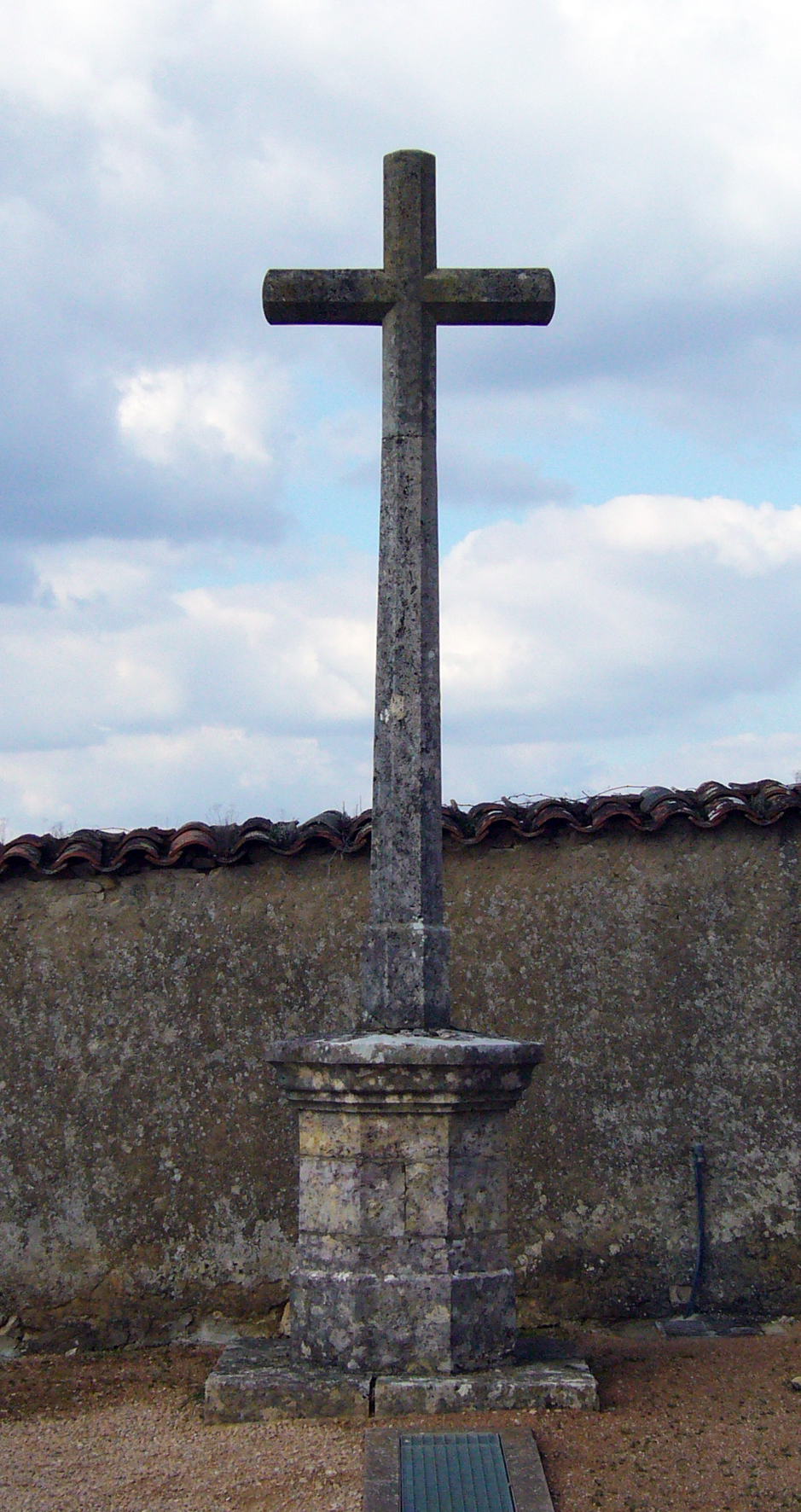
La croix du cimetière, adossée au mur nord et terminant l'allée principale.
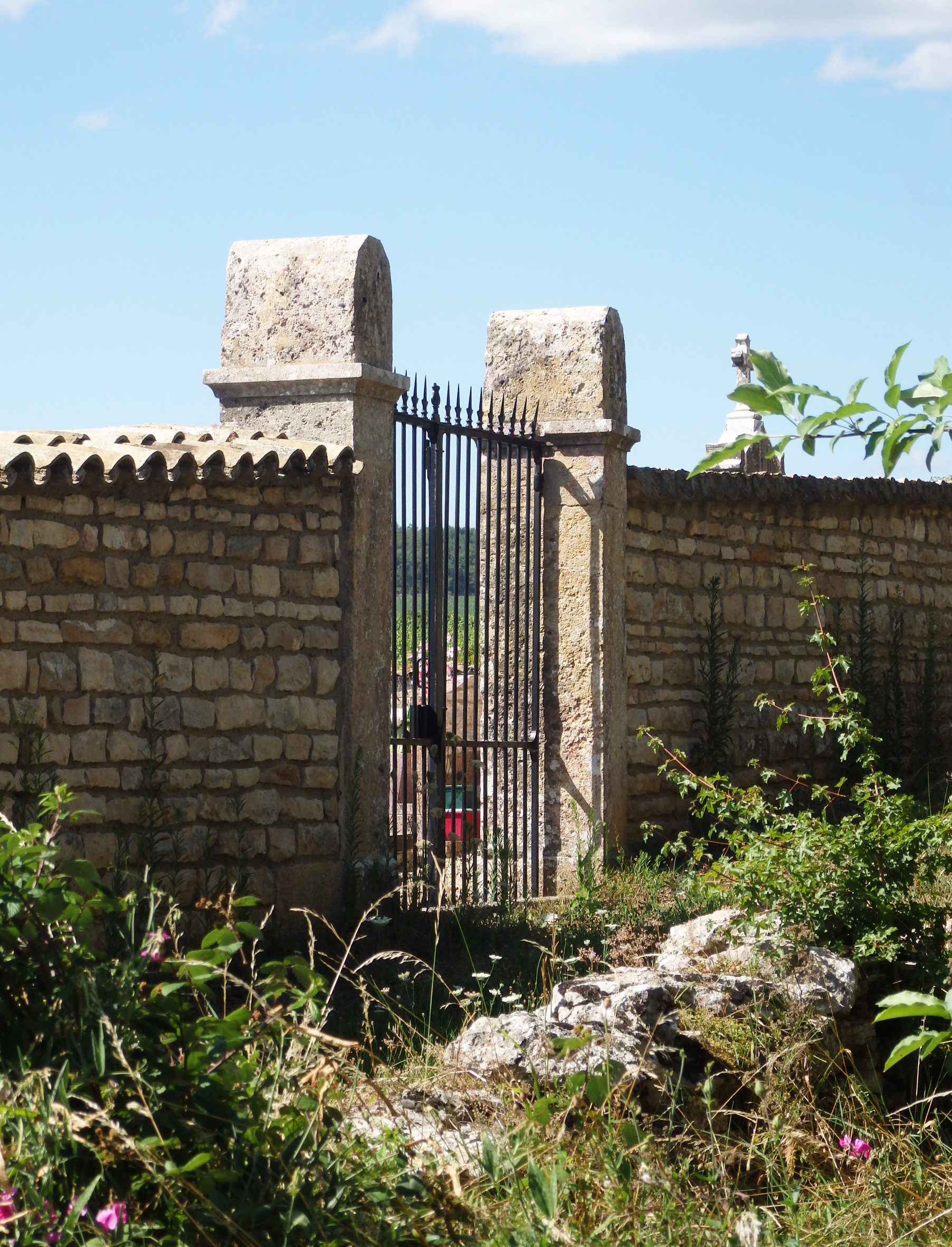
L'ancienne entrée principale du cimetière (piliers gravés d'un alpha et d'un oméga).